# Carpophage à ventre rose
Ducula poliocephala
Espèce
Statut de conservation UICN

 NT  : Quasi menacé
Le Carpophage à ventre rose (Ducula poliocephala) est une espèce d'oiseau appartenant à la famille  des  Columbidae.

## Description
Cet oiseau mesure 42 cm de longueur pour une masse de 510 à 560 g.
Le mâle a le dessus de la tête et la face blancs, l'arrière de la calotte plus grisâtre. Les côtés du cou sont rouge pourpre et l'arrière pourpre. La gorge est cinnamon, la poitrine vert pourpre sombre, le ventre rose pâle et le haut du dos est rouge pourpre. Les flancs et le dessous de la queue sont noisette. La queue est barrée d'une large bande grise. Le reste du plumage est vert bronze ou vert doré.
La femelle ressemble beaucoup au mâle mais s'en distingue par une teinte verdâtre de la calotte et une tache cinnamon moins définie sur la gorge.
Le bec est grisâtre et les pattes rougeâtres.
Aucune sous-espèce n'est distinguée.

## Répartition
Cet oiseau peuple plusieurs îles des Philippines.

## Habitat
Cette espèce vit dans les forêts où elle fréquente surtout la canopée.

## Alimentation
Cet oiseau consomme des fruits, le plus souvent en compagnie d'autres pigeons possédant le même régime.